# Stránska
Stránska é um município da Eslováquia, situado no distrito de Rimavská Sobota, na região de Banská Bystrica. Tem 4,87 km² de área e sua população em 2018 foi estimada em 348 habitantes.

## Demografia
| Ano:        | 1994 | 2004   | 2014   | 2024   |
| ----------- | ---- | ------ | ------ | ------ |
| Broj ljudi: | 314  | 318    | 343    | 367    |
| Razlika:    |      | +1,27% | +7,86% | +6,99% |

| Ano:               | 2023 | 2024   |
| ------------------ | ---- | ------ |
| Número de pessoas: | 363  | 367    |
| Diferença:         |      | +1,10% |